# Lisa Niemi
Lisa Niemi, all'anagrafe Lisa Anne Haapaniemi (Houston, 26 maggio 1956), è un'attrice e ballerina statunitense, che lavora anche come regista e coreografa.

## Biografia
Nata in Texas, figlia di genitori finlandesi-statunitensi, Edmond Melvin Haapaniemi e Edna Karin Hyttinen. Nei primi anni settanta si iscrive ad una scuola di ballo di Houston, dove conosce il figlio della proprietaria, Patrick Swayze: i due si sposano nel giugno del 1975. Successivamente la coppia si trasferisce a New York in cerca di fortuna.
Come ballerina ha lavorato per molte compagnie di ballo e si è esibita più volte in produzioni teatrali di Broadway, mentre come attrice ha recitato al fianco del marito nei film Alba d'acciaio e, non accreditata, Vendetta trasversale e Letters from a Killer. Nella stagione 1990-1991 è stata inoltre tra le interpreti del telefilm Super Force. Nel 2003 scrive, dirige e produce assieme al marito il film One Last Dance, ispirato ai loro anni di gavetta come aspiranti ballerini.
Assieme al marito viveva in un ranch dove allevavano cavalli arabi. Restò al fianco del marito nei momenti di difficoltà, come il cancro al pancreas che l'ha colpito nel gennaio 2008, portandolo alla morte il 14 settembre 2009. Ha pubblicato un libro sulla vita del marito nel 2011. Si intitola Worth Fighting For, mai tradotto in altre lingue.